# Józef Nizioł
Józef Nizioł (ur. 2 marca 1938 w Krzemienicy, zm. 26 stycznia 2021 w Krakowie) – polski matematyk i mechanik, specjalista w dziedzinie mechaniki nieliniowej. Rektor Politechniki Krakowskiej w latach 1990–1996.

## Życiorys
Studia wyższe ukończył na kierunku matematyka na Wydziale Matematyczno-Fizyczno-Chemicznym Uniwersytetu Jagiellońskiego w 1961. Następnie podjął pracę na Politechnice Krakowskiej, gdzie w 1966 roku uzyskał stopień doktora nauk technicznych. Stopień doktora habilitowanego uzyskał w 1975, tytuł profesora nauk technicznych w 1981, a tytuł profesora zwyczajnego w 1987 roku.
W latach 1996–2008 był dyrektorem Instytutu Mechaniki Stosowanej Politechniki Krakowskiej. W latach 1990–1996 był rektorem tej uczelni. Jest doktorem honoris causa Państwowego Chemiczno-Technologicznego Uniwersytetu w Iwanowie, a także członkiem Polskiej Akademii Umiejętności oraz Zagranicznej Akademii Nauk Inżynieryjnych Federacji Rosyjskiej. Był członkiem Rady Głównej Szkolnictwa Wyższego VI Kadencji.
13 września 2006 Akademia Górniczo-Hutnicza przyznała mu tytuł doktora honoris causa natomiast Politechnika Krakowska przyznała mu doktorat honoris causa 19 czerwca 2008. W 2008 roku decyzją Rady Miejskiej nadano mu tytuł honorowego obywatela miasta Nowego Wiśnicza za zasługi w kultywowaniu historii i tradycji miasta. W 2009 został profesorem honorowym Politechniki Warszawskiej.
Odznaczony Krzyżem Kawalerskim (1982), Krzyżem Oficerskim (1996) i Komandorskim Orderu Odrodzenia Polski (2005), Medalem Komisji Edukacji Narodowej w 1983. 
Zmarł 26 stycznia 2021 w Krakowie. Pochowany został 1 lutego 2021  na cmentarzu Rakowickim w Krakowie.

## Wybrane publikacje
- Dynamika żyroskopów ze szczególnym uwzględnieniem żyroskopu całkującego w nieliniowym ujęciu deterministycznym i probabilistycznym (1975)
- Metodyka rozwiązywania zadań z mechaniki (1978)
- Podstawy drgań w maszynach (1989, ISBN 83-903878-3-2)